# Kostěnice

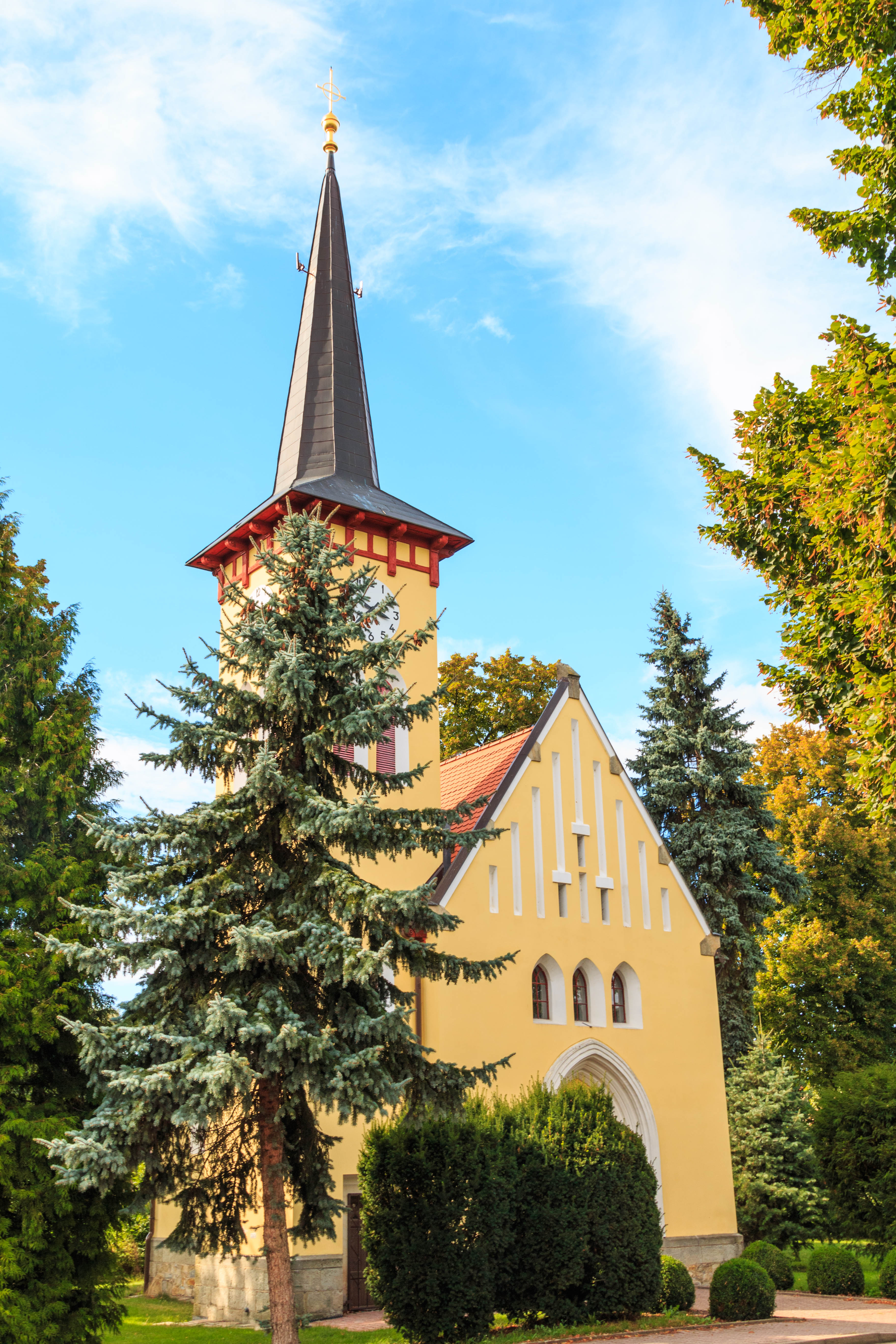
Muttergotteskapelle

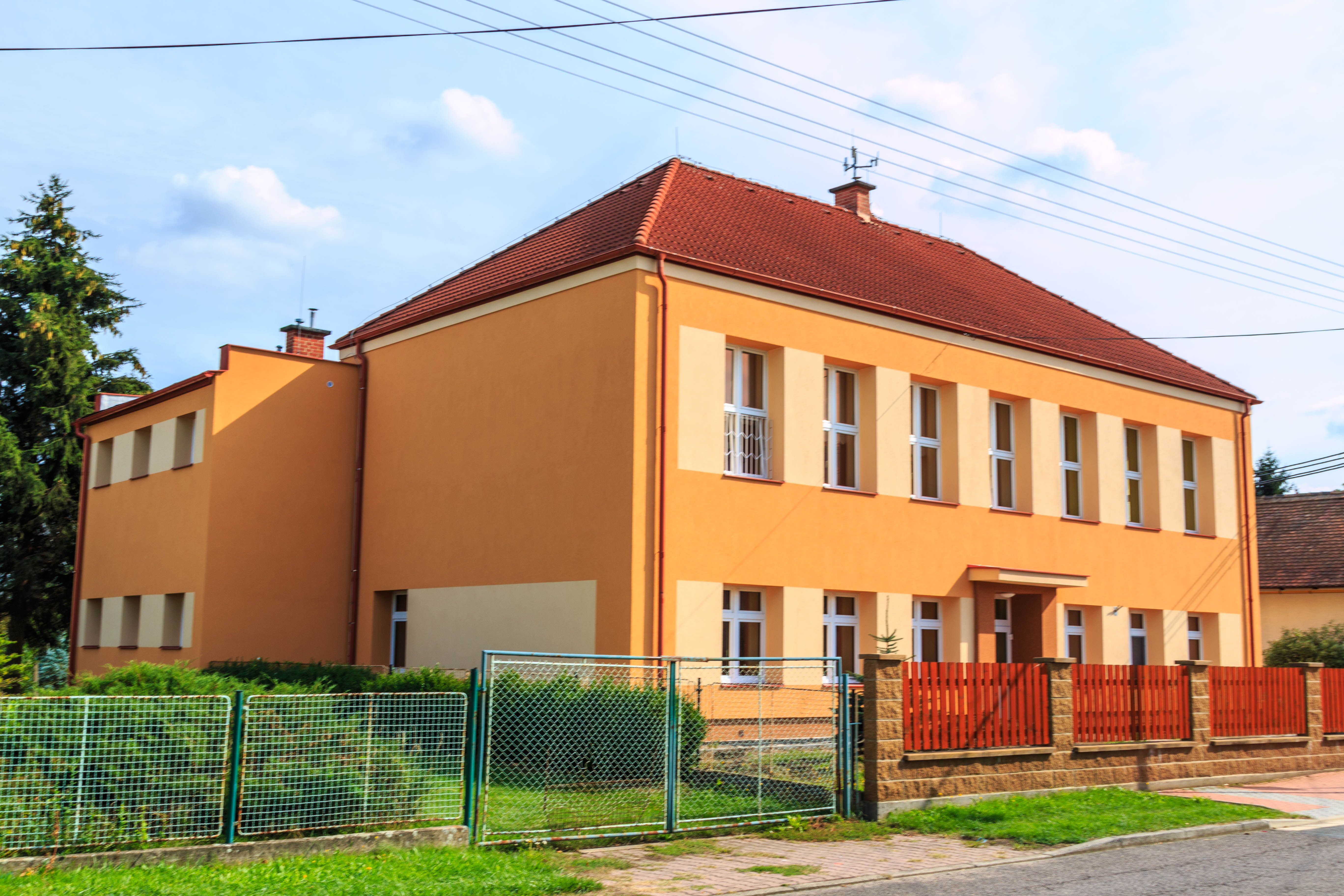
Kindergarten

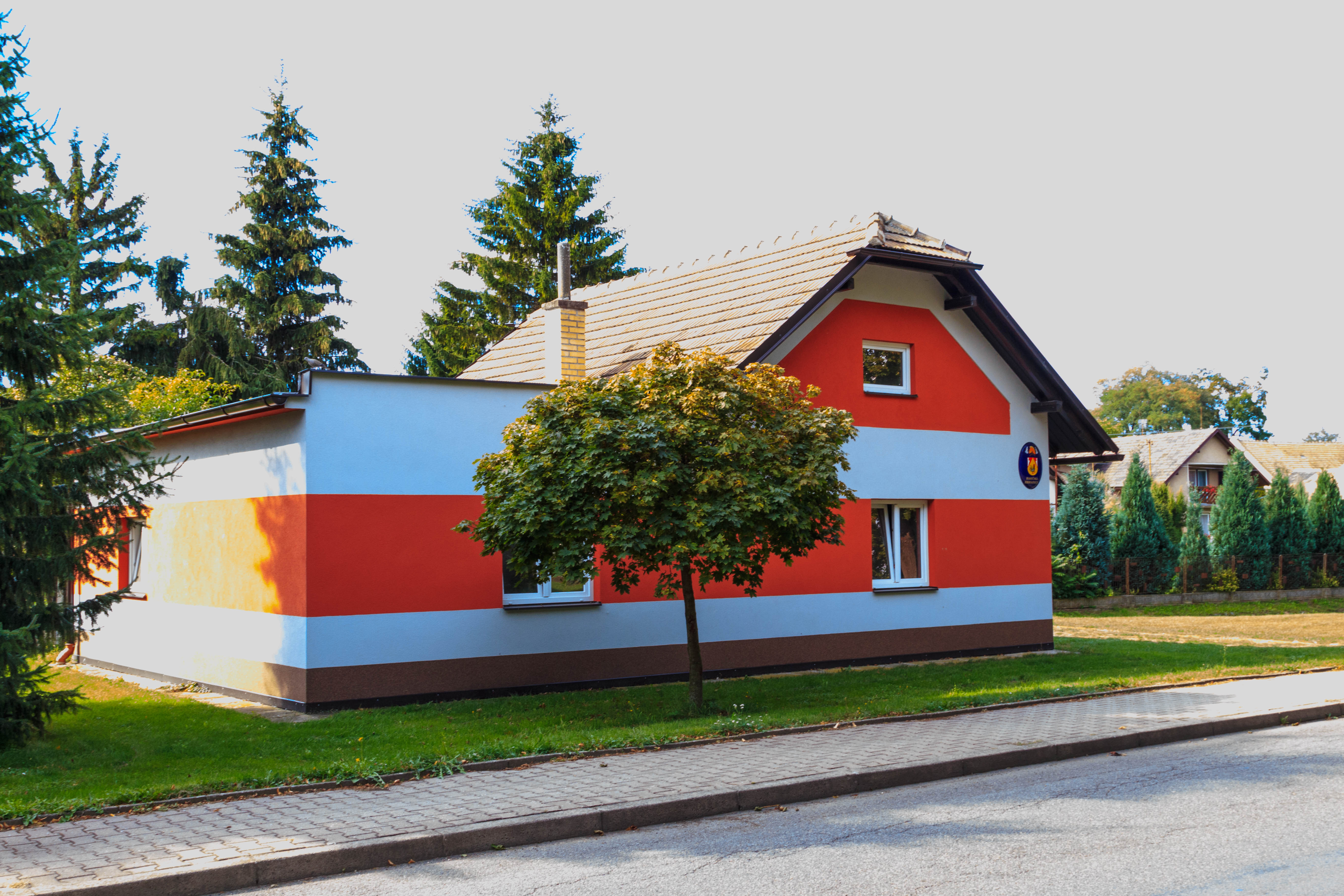
Feuerwehrdepot

Kostěnice (deutsch Kostenitz, auch Koschtienitz) ist eine Gemeinde in Tschechien. Sie liegt zehn Kilometer südöstlich des Stadtzentrums von Pardubice und gehört zum Okres Pardubice.

## Geographie
Kostěnice befindet sich am Bach Kostěnický potok in der Pardubická kotlina (Pardubitzer Becken). Am nördlichen Ortsrand verläuft die Bahnstrecke Česká Třebová–Praha. Westlich des Dorfes liegt der Teich Ohrádka.
Nachbarorte sind Cihelna und Dašice im Norden, Hedčany, Prachovice und Moravanský im Nordosten, Platěnice und Moravany im Osten, Bělešovice, Nové Holešovice und Bořice im Südosten, Podbor, Stíčany und Dvakačovice im Süden, Úhřetice, Úhřetická Lhota und U Háje im Südwesten, Hostovice und Mnětice im Westen sowie Žižín, Pod Dubem, Zminný und Malolánské im Nordwesten.

## Geschichte
Archäologische Funde belegen eine frühzeitliche Besiedlung der Gegend. Beim Bau der Anschlussbahn zur Daschitzer Zuckerfabrik wurde ein Bronzemesser aus der Hallstattzeit, das der Schlesisch-Platenitzer Kultur (slezskoplatěnická kultura) zuzuordnen ist, gefunden.
Die erste schriftliche Erwähnung des Ortes erfolgte am 4. September 1398, als Budiš von Dašice seine hochverschuldeten Güter Dašice und Kostěnice an seinen Hauptgläubiger Boček von Podiebrad verkaufte. Zu Beginn des 15. Jahrhunderts erwarben die Vladiken von Barchov die Güter Dašice und Kostěnice. Zwischen 1448 und 1450 war das Gut Kostěnice kurzzeitig von Dašice abgetrennt und wurde vom Vladiken Hotart von Kostěnice bewirtschaftet. Seit 1463 ist der Ritter Čeněk von Barchov auf Dašice als Besitzer nachweislich. Während des Böhmische-Ungarischen Krieges kämpfte er 1469 gegen die bei Hrochův Týnec lagernden und die Gegend plündernden ungarischen Truppen. Am 10. Juni 1491 war er Zeuge als Wilhelm von Pernstein die Herrschaft Pardubitz von Jiřík Pardubický von Miletínek und Jeník von Mečkov kaufte. Der weitere Ausbau der vereinigten Herrschaften Pardubitz und Kunburg durch Ankauf weiterer Güter 
unter Wilhelm von Pernstein führten zu Streitigkeiten mit Čeněk Dašický von Barchov, da dessen Güter Pernsteins Expansionsbestrebungen Grenzen setzten. Im Jahre 1501 verklagten Pardubitzer Bürger Čeněk Dašický wegen angeblich widerrechtlicher Erhebung von Maut in Dašice und Kostěnice. Am 28. Dezember 1502 verglich sich Čeněk Dašický von Barchov mit Wilhelm von Pernstein und verzichtete auf seine Mautrechte; 1507 verkaufte er ihm die Feste Dašice mit den Dörfern Dašice, Koštěnice, Platěnice, Ostřetín, Hedčany und Veliny für 8000 Schock böhmische Groschen. Das Gut Dašice wurde danach mit der Herrschaft Pardubitz und Kunburg vereinigt. Im Jahre 1513 verzichtete Wilhelm von Pernstein auf sein Heimfallrecht in Dašice, Prachovice, Platěnice, Hedčany, Moravany und Kostěnice. In der Umgebung von Kostěnice ließ er die vier Teiche Bahenec, Kozlovec, Bělečko und Husojedský anlegen. Wilhelm von Pernstein vererbte seine böhmischen Güter 1521 seinem jüngeren Sohn Vojtěch, nach dessen Tod fielen sie 1534 seinem Bruder Johann zu. Dieser hinterließ 1548 seinem Sohn Jaroslav hohe Schulden. Am 21. März 1560 veräußerte er die gesamte Herrschaft Pardubitz an König Ferdinand I.
Dessen Nachfolger Maximilian II. übertrug die Verwaltung der königlichen Herrschaften der Hofkammer. Aus dem ersten Kammerurbar von 1563 geht hervor, dass die Herrschaft durch ein System von 24 Rychta (Scholtiseien) neu organisiert wurde; dem Rychtář in Dašice oblag auch die niedere Gerichtsbarkeit für die Dörfer Kostěnice, Hedčany, Komárov, Prachovice, Hostovice und Uhřetická Lhota. Beim Zug des schwedischen Heeres von Vysoké Mýto nach Pardubice wurde Kostěnice im Oktober 1645 verwüstet. Zum Ende des Dreißigjährigen Krieges lagen drei Gehöfte von Kostěnice wüst. Zu Beginn des 18. Jahrhunderts bestand das Dorf aus 16 Bauernhöfen, drei Chaluppen und einer Schmiede. Haupterwerbsquellen waren die Landwirtschaft und die Hausweberei. Die Teiche wurden im 18. und 19. Jahrhundert trockengelegt.
Im Jahre 1835 bestand das im Chrudimer Kreis gelegene Dorf Koschtienitz, auch Kostenitz, Kosstěnice bzw. Kostenice genannt, aus 40 Häusern, in denen 336 Personen, darunter 2 protestantische Familien, lebten. Die Kinder wurden in Hostowitz unterrichtet. Pfarrort war Daschitz. 1842 wurde in einem Privathaus in Koschtienitz eine Schule eingerichtet. Der Verkehr auf der Bahnstrecke Česká Třebová–Praha wurde 1845 aufgenommen. Bis zur Mitte des 19. Jahrhunderts blieb Koschtienitz der k.k. Kameralherrschaft Pardubitz untertänig.
Nach der Aufhebung der Patrimonialherrschaften bildete Koštěnice ab 1849 eine Gemeinde im Gerichtsbezirk Holitz. 1852 begann der Bau eines Schulhauses, das am 25. September 1853 eingeweiht wurde. Ab 1868 gehörte die Gemeinde zum politischen Bezirk Pardubitz. 1869 hatte Koštěnice 464 Einwohner und bestand aus 75 Häusern. 1870 entstand nordwestlich des Dorfes in der Nähe der Eisenbahn die Landwirtschaftliche Aktien-Zuckerfabrik in Daschitz (Rolnický akciový cukrovar v Dašicích). Die Freiwillige Feuerwehr wurde 1884 gegründet. Zum Ende des 19. Jahrhunderts entstand am Bahnhof Daschitz die Siedlung Dašice nádraží. Im Jahre 1900 lebten in dem Dorf 501 Menschen, 1910 waren es 503. 1923 wurde der Gemeindename in Kostěnice abgeändert. 1930 hatte Kostěnice 559 Einwohner. Im Jahre 1949 wurde Kostěnice dem Okres Holice zugeordnet. Seit 1960 gehört die Gemeinde wieder zum Okres Pardubice. Beim Zensus von 2001 lebten in den 156 Häusern von Kostěnice 518 Personen.

## Gemeindegliederung
Für die Gemeinde Kostěnice sind keine Ortsteile ausgewiesen. Zu Kostěnice gehören die Siedlungen Cihelna und Kostěnice nádraží.

## Sehenswürdigkeiten
- Muttergotteskapelle, erbaut 1909. Sie wurde 1991 durch Bischof Karel Otčenášek neu geweiht.
- Denkmal für die Gefallenen des Ersten Weltkrieges
- mehrere Wegkreuze